# Katsuyama
Katsuyama (japanska: 勝山市?, Katsuyama-shi) är en stad i Fukui prefektur i Japan. Staden fick stadsrättigheter 1954.